# Synothele meadhunteri
Synothele meadhunteri är en spindelart som beskrevs av Raven 1994. Synothele meadhunteri ingår i släktet Synothele och familjen Barychelidae. Inga underarter finns listade i Catalogue of Life.